# Specie di Trifolium
Elenco delle specie del genere Trifolium 

## A
- Trifolium absconditum Molinari

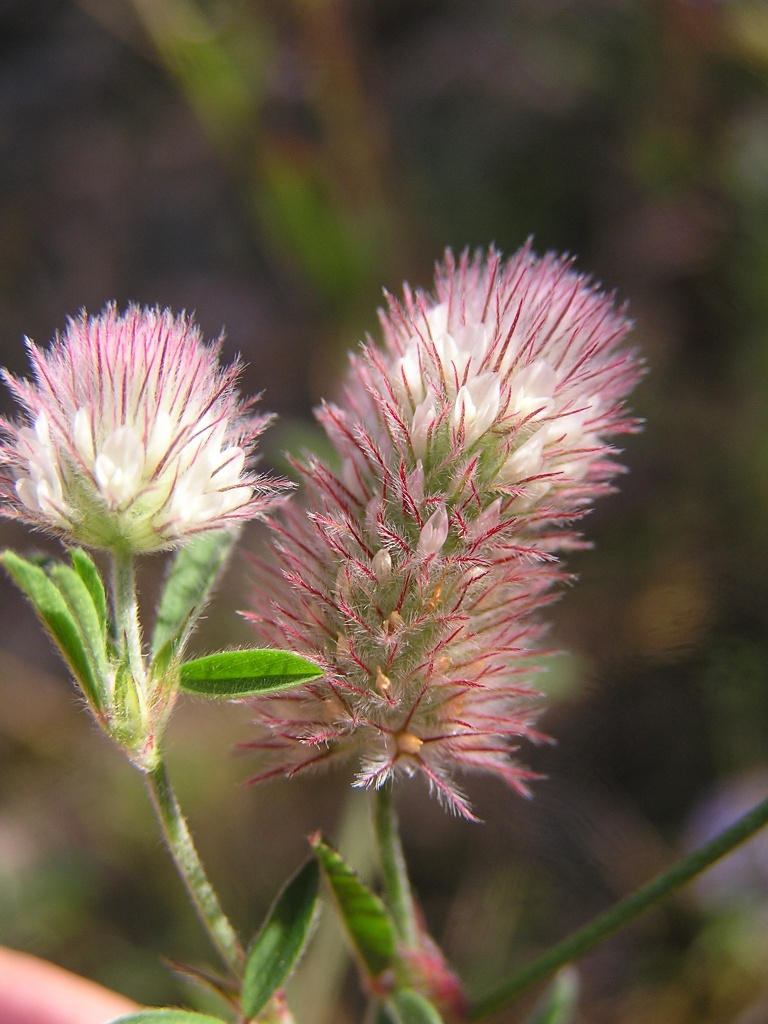
Trifolium arvense

- Trifolium acaule Steud. ex A.Rich.
- Trifolium acutiflorum Murb.
- Trifolium × adulterinum Beyer
- Trifolium affine C.Presl
- Trifolium africanum Ser.
- Trifolium aintabense Boiss. & Hausskn.
- Trifolium albopurpureum Torr. & A.Gray
- Trifolium alexandrinum L. - trifoglio alessandrino
- Trifolium alpestre L. - trifoglio alpestre
- Trifolium alpinum L. - trifoglio alpino
- Trifolium alsadami Post
- Trifolium amabile Kunth
- Trifolium ambiguum M. Bieb.
- Trifolium amoenum Greene
- Trifolium amphianthum Torr. & A.Gray
- Trifolium amplectens Torr. & A.Gray
- Trifolium andersonii A. Gray
- Trifolium andinum Nutt.
- Trifolium andricum Lassen
- Trifolium angulatum Waldst. & Kit.
- Trifolium angustifolium L.
- Trifolium ankaratrense Bosser
- Trifolium apertum Bobrov
- Trifolium appendiculatum Lojac.
- Trifolium argutum Banks & Sol.
- Trifolium arvense L. - trifoglio arvense
- Trifolium attenuatum Greene
- Trifolium aurantiacum Boiss. & Spruner
- Trifolium aureum Pollich

## B
- Trifolium baccarinii Chiov.
- Trifolium badium Schreb.
- Trifolium barbigerum Torr.

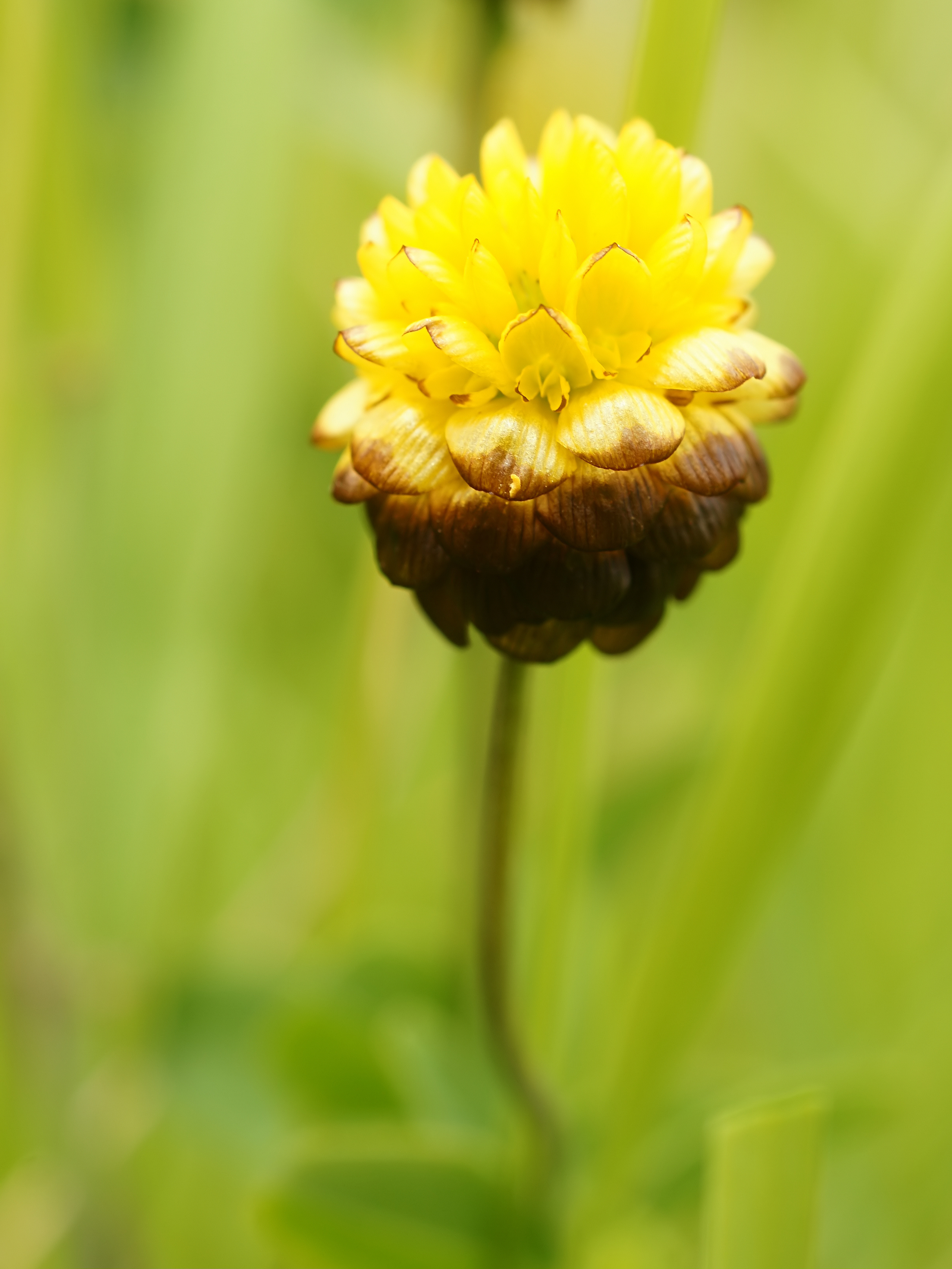
Trifolium badium

- Trifolium barbulatum (Freyn & Sint.) Zohary
- Trifolium barnebyi (Isely) Dorn & Lichvar
- Trifolium batmanicum Zohary & D.Heller
- Trifolium beckwithii W.H.Brewer ex S.Watson
- Trifolium bejariense Moric.
- Trifolium × bertrandii Rouy
- Trifolium berytheum Boiss. & C.I.Blanche
- Trifolium bifidum A.Gray
- Trifolium bilineatum Fresen.
- Trifolium billardierei Spreng.
- Trifolium bithynicum Boiss.
- Trifolium bivonae Guss.
- Trifolium blancheanum Boiss.
- Trifolium bobrovii Khalilov
- Trifolium bocconei Savi
- Trifolium boissieri Guss.
- Trifolium bolanderi A.Gray
- Trifolium bordsilovskyi Grossh.
- Trifolium brandegeei S. Watson
- Trifolium breweri S. Watson
- Trifolium brutium Ten.
- Trifolium buckwestiorum Isely
- Trifolium bullatum Boiss. & Hausskn.
- Trifolium burchellianum Ser.

## C

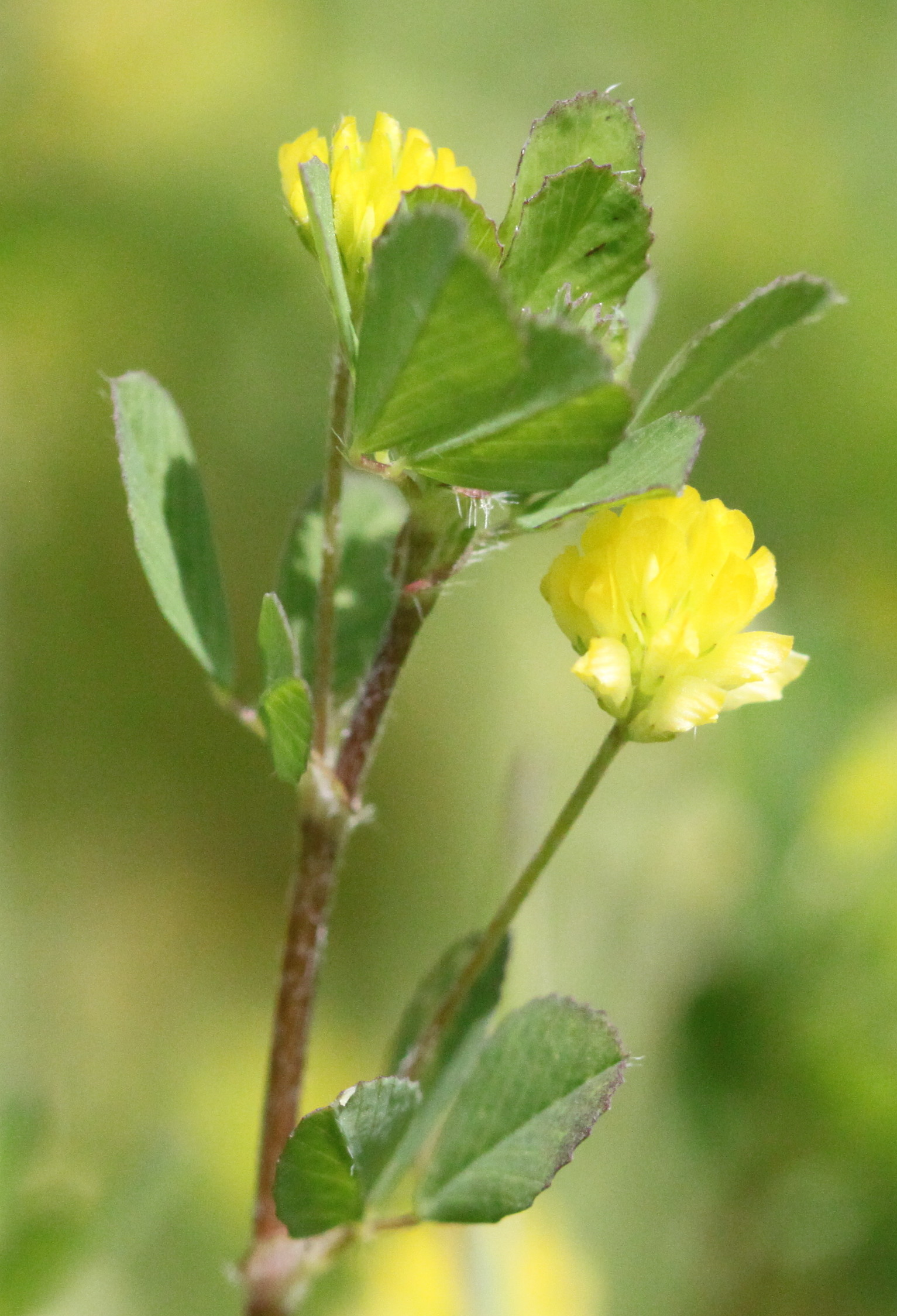
Trifolium campestre

- Trifolium calcaricum J.L.Collins & Wieboldt
- Trifolium calocephalum Fresen.
- Trifolium campestre Schreb.
- Trifolium canescens Willd.
- Trifolium carolinianum Michx.
- Trifolium caudatum Boiss.
- Trifolium cernuum Brot.
- Trifolium cheranganiense J.B.Gillett
- Trifolium cherleri L.
- Trifolium chilaloense Thulin
- Trifolium chilense Hook. & Arn.
- Trifolium chlorotrichum Boiss. & Balansa
- Trifolium ciliolatum Benth.
- Trifolium circumdatum Kunze
- Trifolium clusii Godr.
- Trifolium clypeatum L.
- Trifolium congestum Guss.
- Trifolium constantinopolitanum Ser.
- Trifolium cryptopodium Steud. ex A.Rich.
- Trifolium cyathiferum Lindl.

## D
- Trifolium dalmaticum Vis.

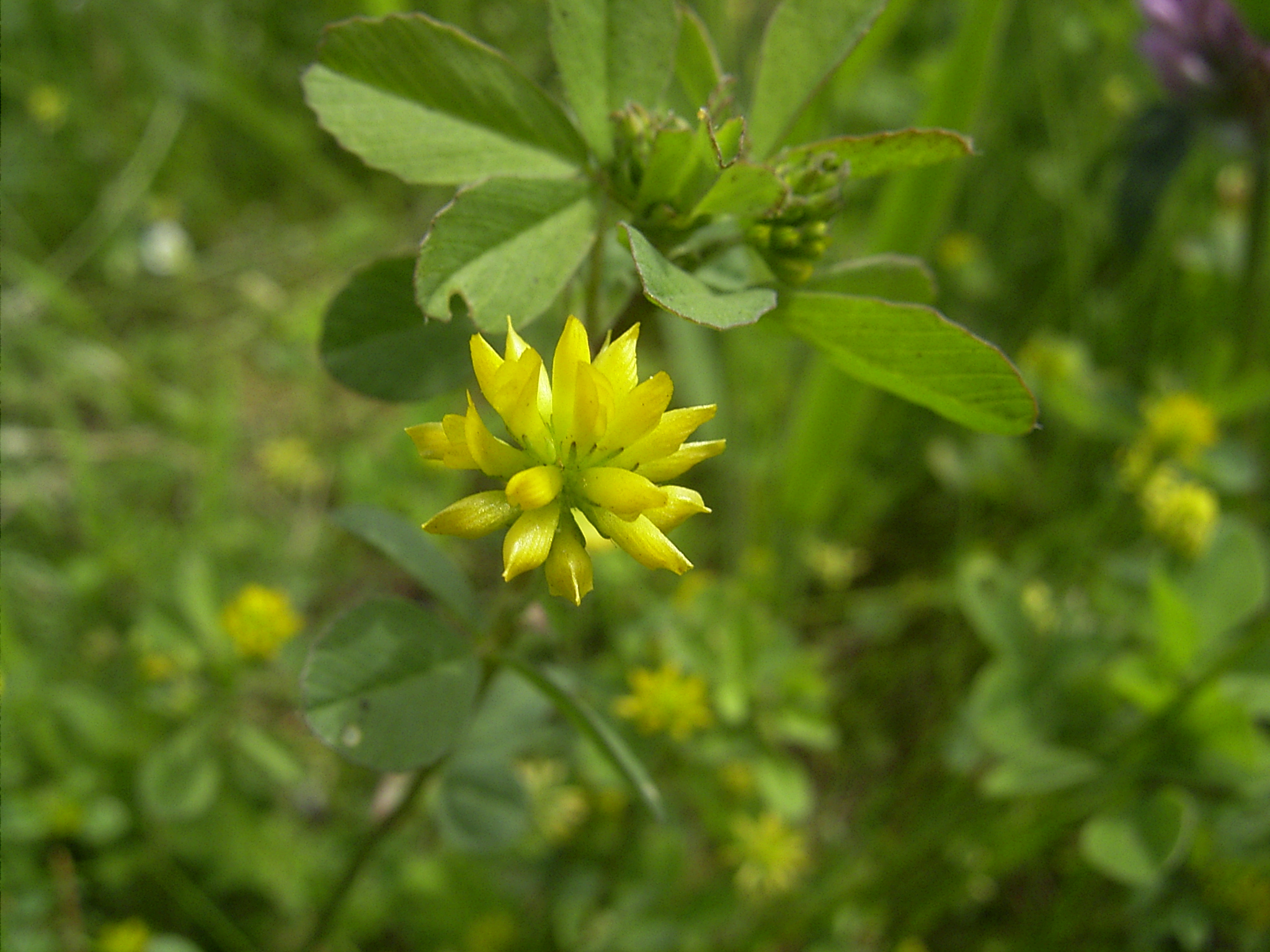
Trifolium dubium

- Trifolium dasyphyllum Torr. & A.Gray
- Trifolium dasyurum C.Presl
- Trifolium davisii E.Hossain
- Trifolium decorum Chiov.
- Trifolium dedeckerae J.M.Gillett
- Trifolium depauperatum Desv.
- Trifolium dichotomum Hook. & Arn.
- Trifolium dichroanthoides Rech. f.
- Trifolium dichroanthum Boiss.
- Trifolium diffusum Ehrh.
- Trifolium dolopium Heldr. & Hochst. ex Gibelli & Belli
- Trifolium douglasii House
- Trifolium dubium Sibth. - trifoglio minore

## E
- Trifolium echinatum M.Bieb.
- Trifolium egrissicum Mikheev & Magulaev
- Trifolium elgonense J.B.Gillett
- Trifolium elizabethiae Grossh.
- Trifolium eriocephalum Nutt.
- Trifolium eriosphaerum Boiss.
- Trifolium erubescens Fenzl
- Trifolium euxinum Zohary
- Trifolium eximium Stephan ex Ser.

## F
- Trifolium farayense Mouterde
- Trifolium fergan-karaeri M.Keskin
- Trifolium fontanum Bobrov
- Trifolium fragiferum L.
- Trifolium friscanum (S.L.Welsh) S.L.Welsh
- Trifolium fucatum Lindl.

## G

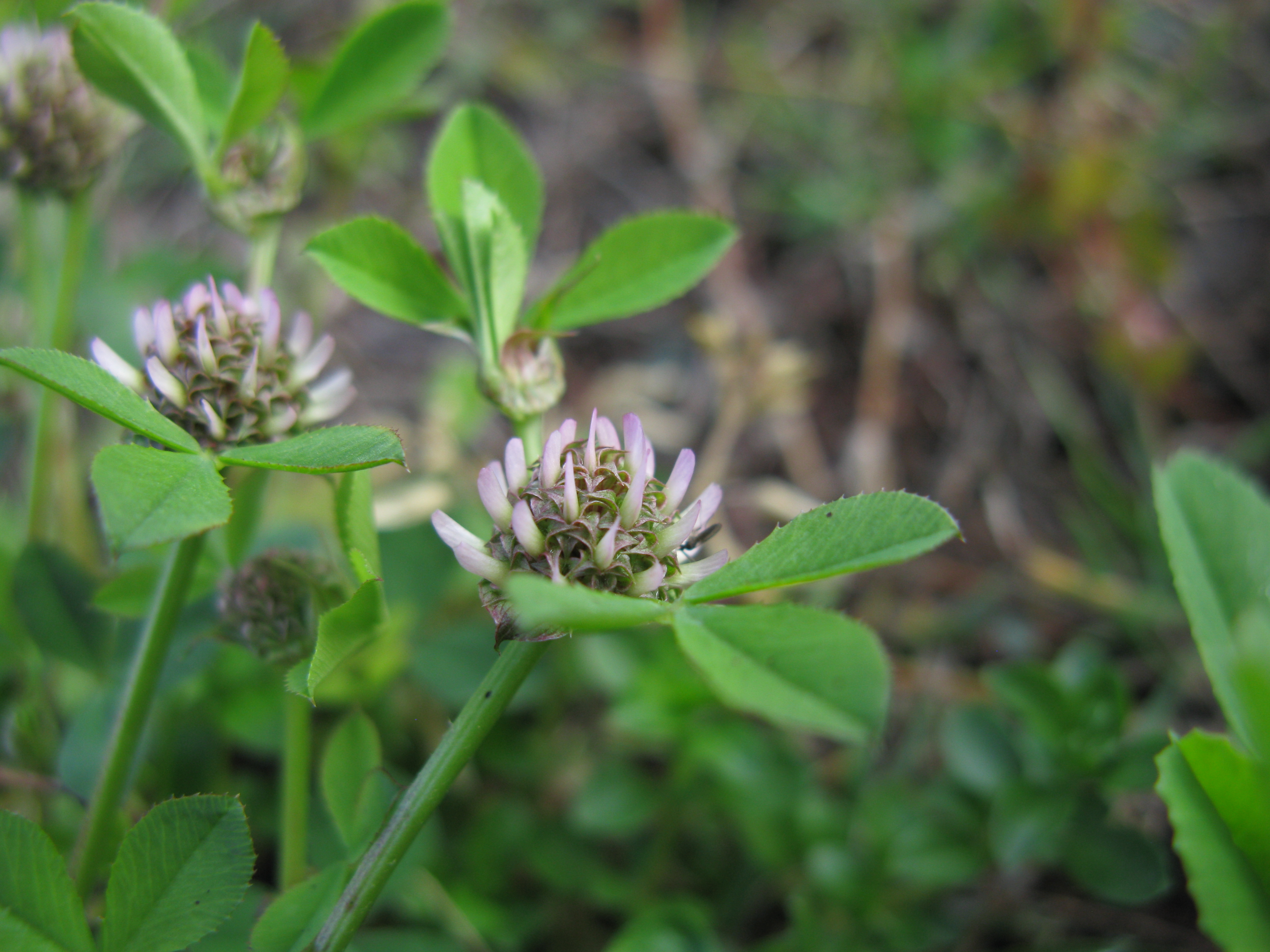
Trifolium glomeratum

- Trifolium gemellum Pourr. ex Willd.
- Trifolium gillettianum Jacq.-Fél.
- Trifolium glanduliferum Boiss.
- Trifolium globosum L.
- Trifolium glomeratum L.
- Trifolium gordejevii (Kom.) Z.Wei
- Trifolium gracilentum Torr. & A.Gray
- Trifolium grandiflorum Schreb.
- Trifolium gymnocarpon Nutt.

## H

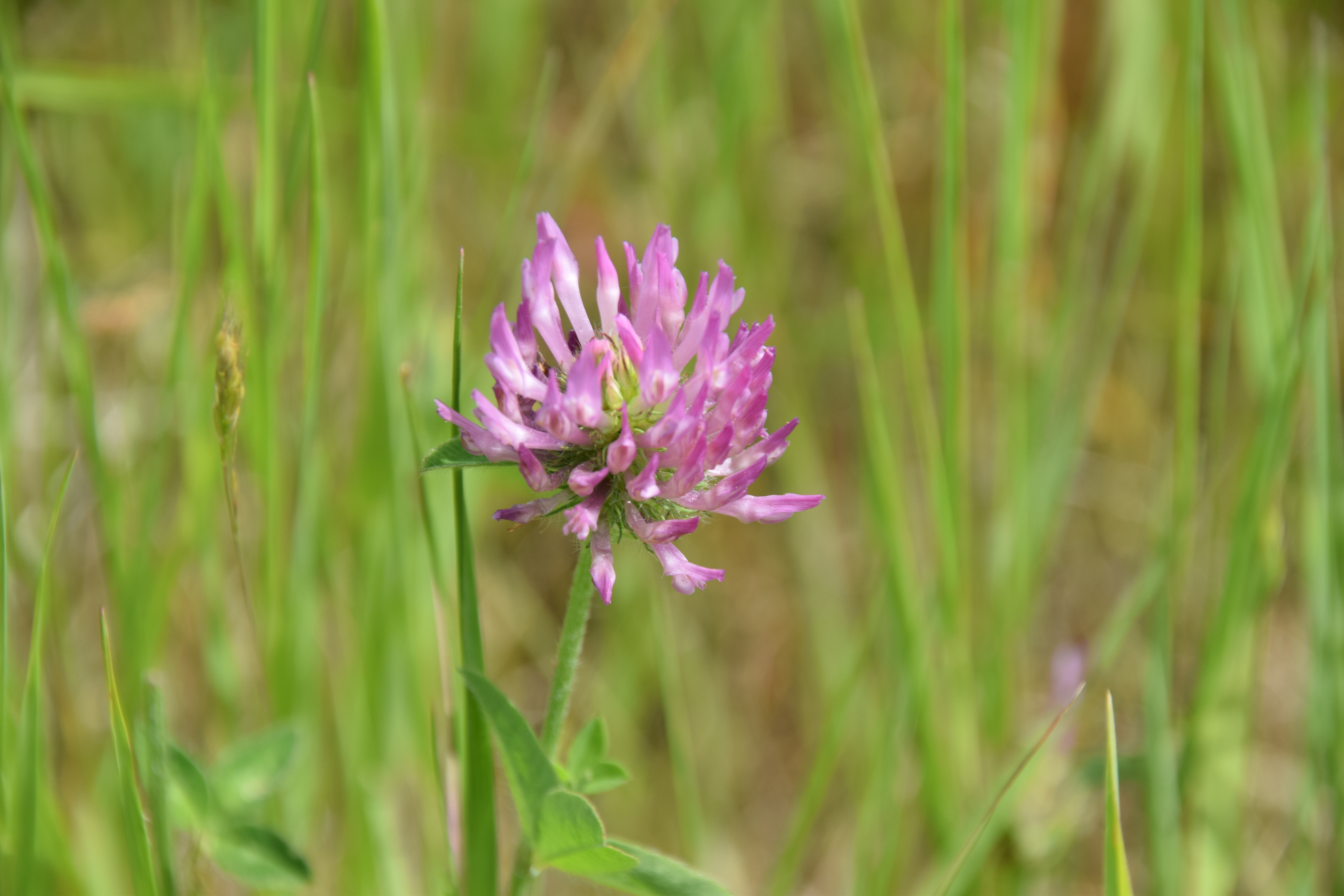
Trifolium hybridum

- Trifolium hatschbachii Vincent & Butterworth
- Trifolium haussknechtii Boiss.
- Trifolium haydenii Porter
- Trifolium heldreichianum (Gibelli & Belli) Hausskn.
- Trifolium hickeyi T.K.Ahlq. & Vincent
- Trifolium hirtum All.
- Trifolium howellii S. Watson
- Trifolium humile Ball
- Trifolium hybridum L.

## I
- Trifolium incarnatum L.

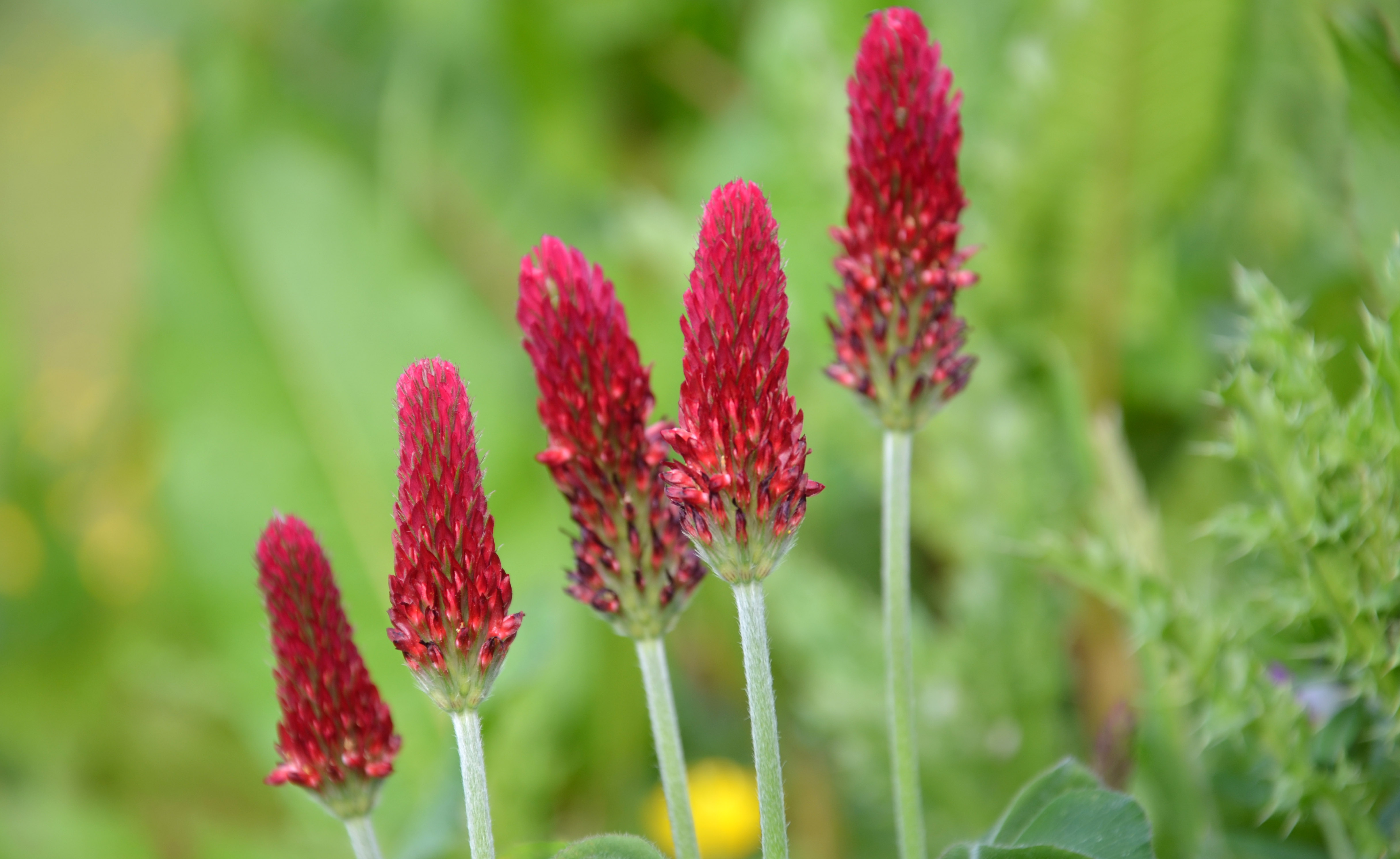
Trifolium incarnatum

- Trifolium infamia-ponertii Greuter
- Trifolium israeliticum D.Zohary & Katzn.
- Trifolium isthmocarpum Brot.

## J
- Trifolium jokerstii Vincent & Rand.Morgan
- Trifolium juliani Batt.

## K
- Trifolium kentuckiense Chapel & Vincent
- Trifolium kingii S.Watson
- Trifolium kurdistanicum S.Yousefi, Assadi & Ghaderi

## L

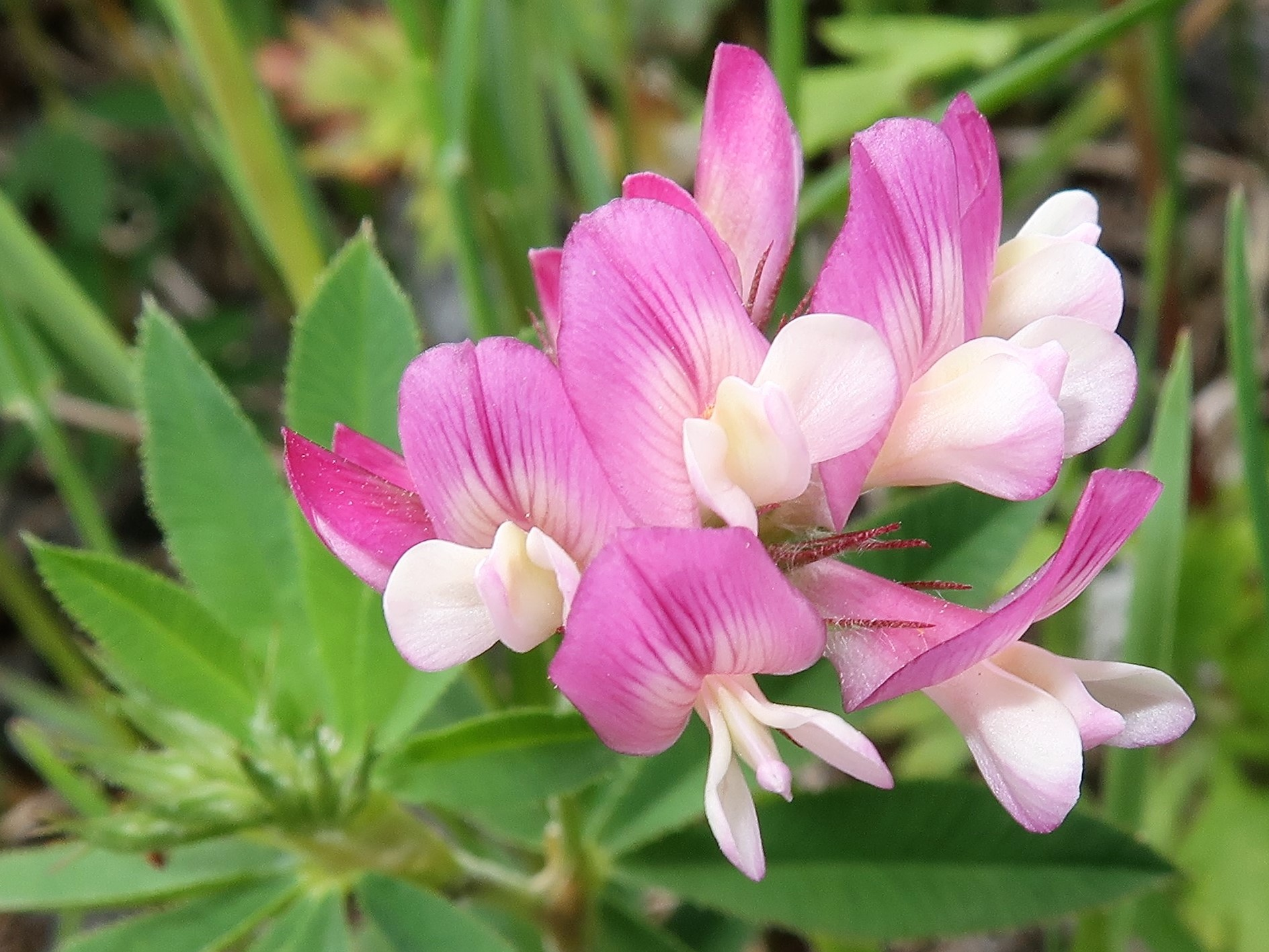
Trifolium lupinaster

- Trifolium lanceolatum (J.B.Gillett) J.B.Gillett
- Trifolium lappaceum L.
- Trifolium latifolium (Hook.) Greene
- Trifolium latinum Sebast.
- Trifolium leibergii A.Nelson & J.F.Macbr.
- Trifolium lemmonii S. Watson
- Trifolium leucanthum M. Bieb.
- Trifolium ligusticum Balb. ex Loisel.
- Trifolium longidentatum Nábělek
- Trifolium longipes Nutt.
- Trifolium lucanicum Gasp.
- Trifolium lugardii Bullock
- Trifolium lupinaster L.

## M
- Trifolium macraei Hook. & Arn.

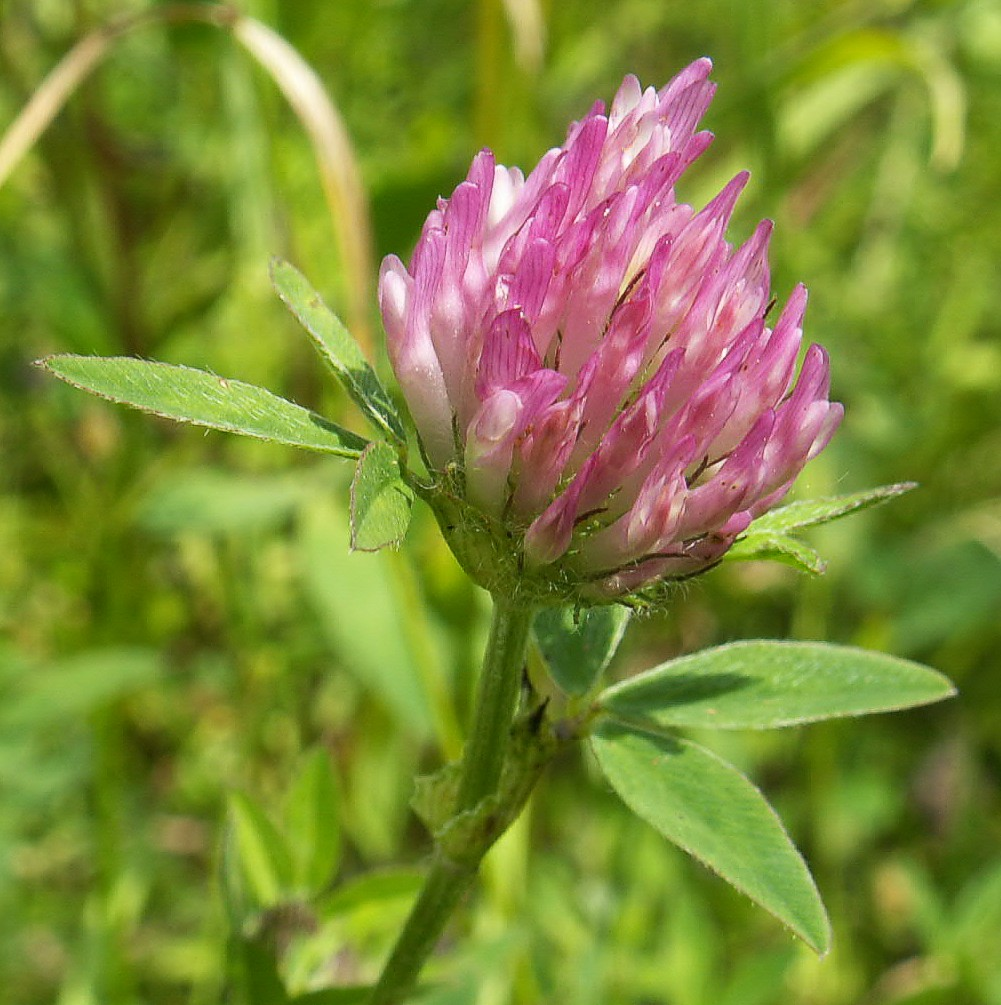
Trifolium medium

- Trifolium macrocephalum (Pursh) Poir.
- Trifolium masaiense J.B.Gillett
- Trifolium mattirolianum Chiov.
- Trifolium mazanderanicum Rech. f.
- Trifolium medium L.
- Trifolium meduseum Blanche ex Boiss.
- Trifolium meironense Zohary & Lerner
- Trifolium mesogitanum Boiss.
- Trifolium michaelis Greuter
- Trifolium michelianum Savi.
- Trifolium micranthum Viv.
- Trifolium microcephalum Pursh
- Trifolium microdon Hook. & Arn.
- Trifolium miegeanum Maire
- Trifolium minutissimum D.Heller & Zohary
- Trifolium modestum Boiss.
- Trifolium monanthum A.Gray
- Trifolium montanum L.
- Trifolium multinerve (Hochst.) A.Rich.
- Trifolium multistriatum W.D.J.Koch
- Trifolium mutabile Port.

## N

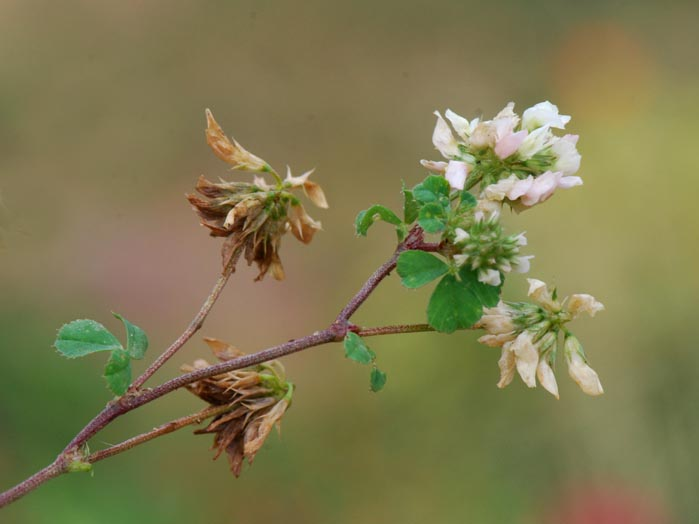
Trifolium nigrescens

- Trifolium nanum Torr.
- Trifolium nerimaniae M.Keskin
- Trifolium × neyrautii Rouy
- Trifolium nigrescens Viv.
- Trifolium noricum Wulfen

## O
- Trifolium obscurum Savi
- Trifolium obtusiflorum Hook. & Arn.
- Trifolium occidentale Coombe
- Trifolium ochroleucum Huds.
- Trifolium oliganthum Steud.
- Trifolium olivaceum Greene
- Trifolium orbelicum Velen.
- Trifolium ornithopodioides L.
- Trifolium owyheense Gilkey

## P
- Trifolium pachycalyx Zohary
- Trifolium palaestinum Boiss.
- Trifolium pallescens Schreb.
- Trifolium pallidum Waldst. & Kit.
- Trifolium palmeri S.Watson

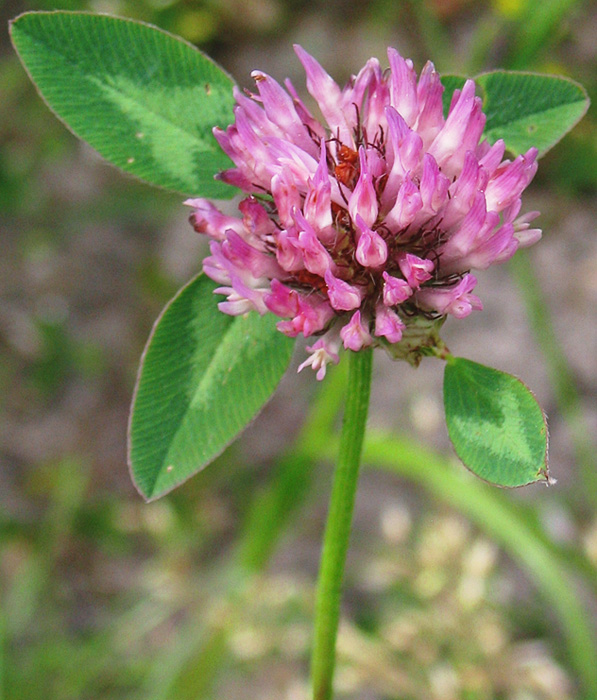
Trifolium pratense

- Trifolium pamphylicum Boiss. & Heldr.
- Trifolium pannonicum Jacq.
- Trifolium parnassi Boiss. & Spruner
- Trifolium parryi A. Gray
- Trifolium patens Schreb.
- Trifolium patulum Tausch
- Trifolium pauciflorum d'Urv.
- Trifolium × permixtum Neuman
- Trifolium peruvianum Vogel
- Trifolium philistaeum Zohary
- Trifolium phitosianum N.Böhling, Greuter & Raus
- Trifolium phleoides Pourr. ex Willd.
- Trifolium physanthum Hook. & Arn.
- Trifolium physodes Steven ex M.Bieb.
- Trifolium pichisermollii J.B.Gillett
- Trifolium pignantii Fauché & Chaub.
- Trifolium pilczii Adamović
- Trifolium pilulare Boiss.
- Trifolium piorkowskii Rand.Morgan & A.L.Barber
- Trifolium plebeium Boiss.
- Trifolium plumosum Douglas ex Hook.
- Trifolium polymorphum Poir.
- Trifolium polyodon Greene
- Trifolium polyphyllum C.A.Mey.
- Trifolium polystachyum Fresen.
- Trifolium praetermissum Greuter, Pleger & Raus
- Trifolium pratense L.
- Trifolium prophetarum M. Hossain
- Trifolium pseudomedium Hausskn.
- Trifolium pseudostriatum Baker f.
- Trifolium pulchellum Schischk.
- Trifolium purpureum Loisel.
- Trifolium purseglovei J.B.Gillett

## Q
- Trifolium quartinianum A.Rich.

## R

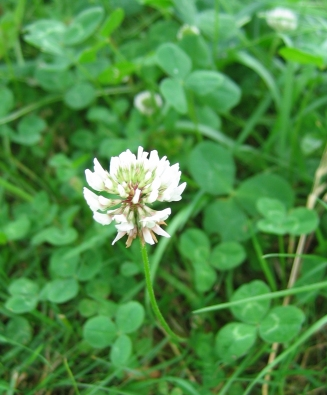
Trifolium repens

- Trifolium radicosum Boiss. & Hohen.
- Trifolium rechingeri Rothm.
- Trifolium reflexum L.
- Trifolium repens L.
- Trifolium resupinatum L.
- Trifolium retusum L.
- Trifolium × retyezaticum Nyár.
- Trifolium rhizomatosum O.Schwarz
- Trifolium rhombeum S.Schauer
- Trifolium riograndense Burkart
- Trifolium rollinsii J.M.Gillett
- Trifolium roussaeanum Boiss.
- Trifolium rubens L.
- Trifolium rueppellianum Fresen.
- Trifolium ruprechtii Tamamsch. & Fed.

## S
- Trifolium salmoneum Mouterde
- Trifolium sannineum Mouterde
- Trifolium sarosiense Hazsl.
- Trifolium saxatile All.
- Trifolium scabrum L.
- Trifolium schimperi A.Rich.
- Trifolium schneideri Standl.
- Trifolium × schwarzii Wein
- Trifolium scutatum Boiss.
- Trifolium sebastianii Savi
- Trifolium semipilosum Fresen.
- Trifolium setiferum Boiss.
- Trifolium simense Fresen.
- Trifolium sintenisii Freyn

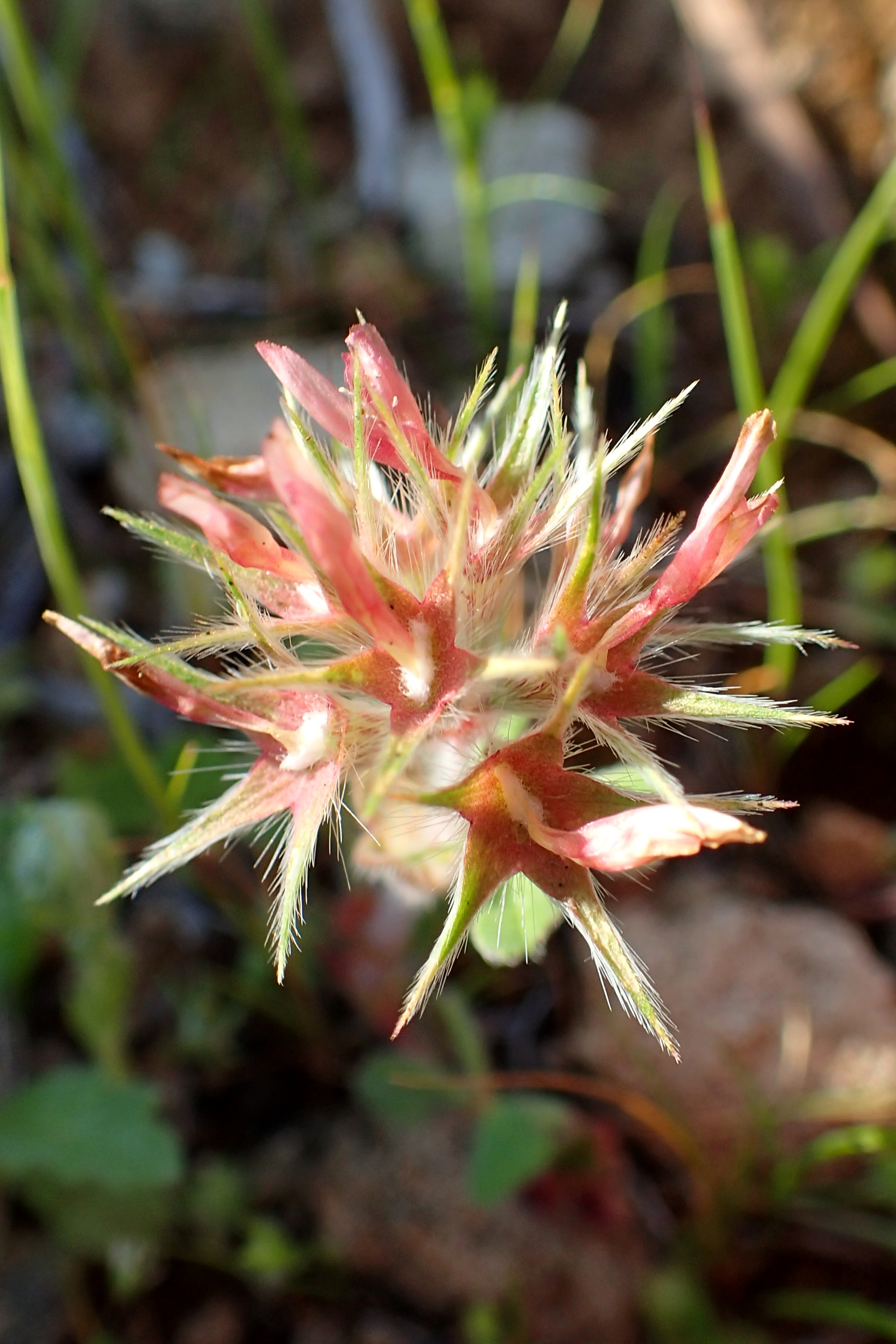
Trifolium stellatum

- Trifolium siskiyouense J.M.Gillett
- Trifolium somalense Taub.
- Trifolium sonorense T.K.Ahlq. & Vincent
- Trifolium spadiceum L.
- Trifolium spananthum Thulin
- Trifolium spumosum L.
- Trifolium squamosum L.
- Trifolium squarrosum L.
- Trifolium stellatum L.
- Trifolium steudneri Schweinf.
- Trifolium stipulaceum Thunb.
- Trifolium stoloniferum Muhl.
- Trifolium stolzii Harms
- Trifolium striatum L.
- Trifolium strictum L.
- Trifolium subterraneum L.
- Trifolium suffocatum L.
- Trifolium sylvaticum Gérard

## T
- Trifolium tembense Fresen.
- Trifolium tenuifolium Ten.
- Trifolium thalii Vill.
- Trifolium thompsonii C. V. Morton
- Trifolium tomentosum L.
- Trifolium × traplii Domin

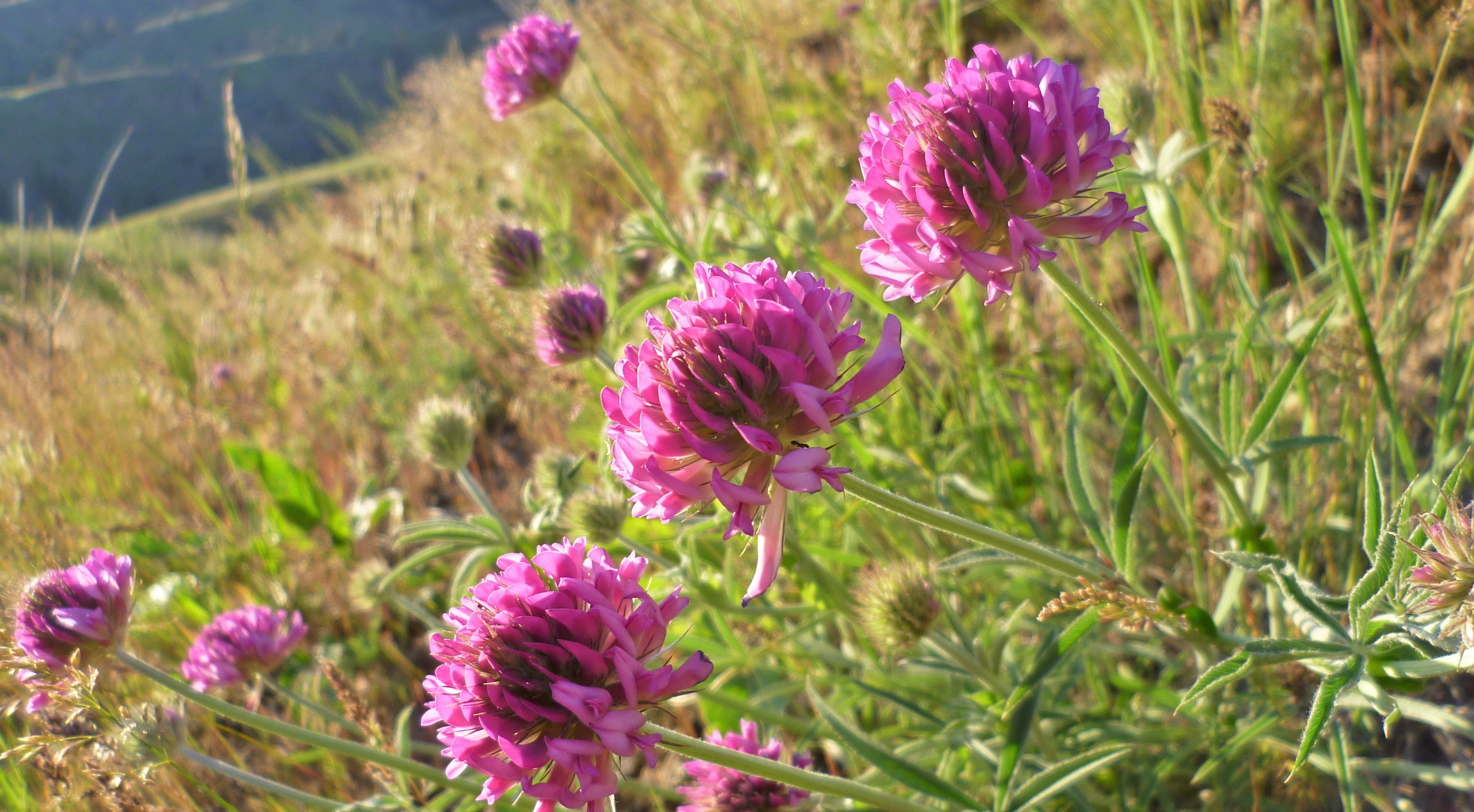
Trifolium thompsonii

- Trifolium triaristatum Bertero ex Colla
- Trifolium trichocalyx A.Heller
- Trifolium trichocephalum M.Bieb.
- Trifolium trichopterum Pančić
- Trifolium tumens Steven ex M.Bieb.

## U

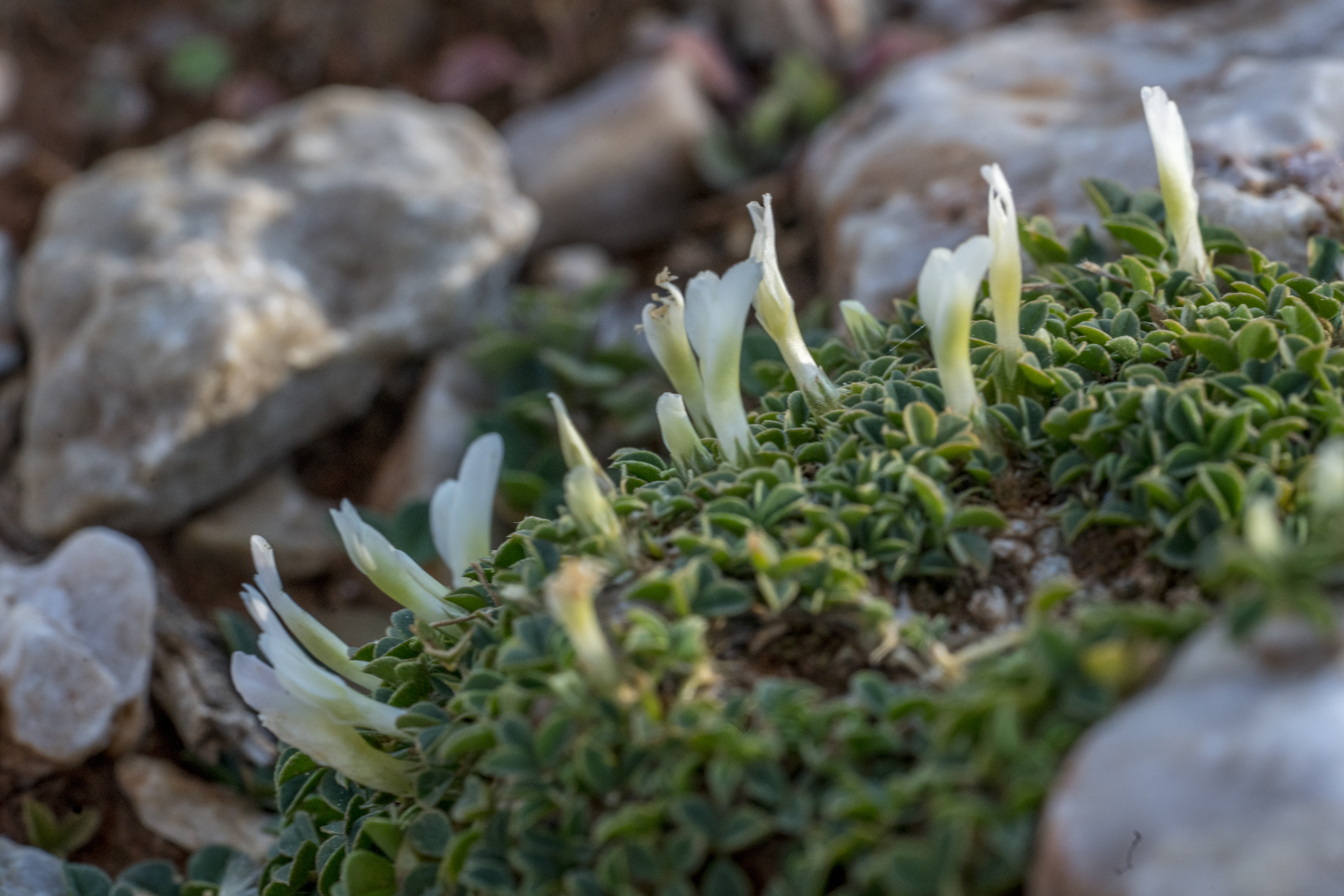
Trifolium uniflorum

- Trifolium ukingense Harms
- Trifolium uniflorum L.
- Trifolium usambarense Taub.

## V
- Trifolium variegatum Nutt.
- Trifolium vavilovii Eig
- Trifolium velebiticum Degen
- Trifolium velenovskyi Vandas
- Trifolium vernum Phil.
- Trifolium vesiculosum Savi
- Trifolium vestitum D.Heller & Zohary
- Trifolium virginicum Small

## W
- Trifolium wentzelianum Harms

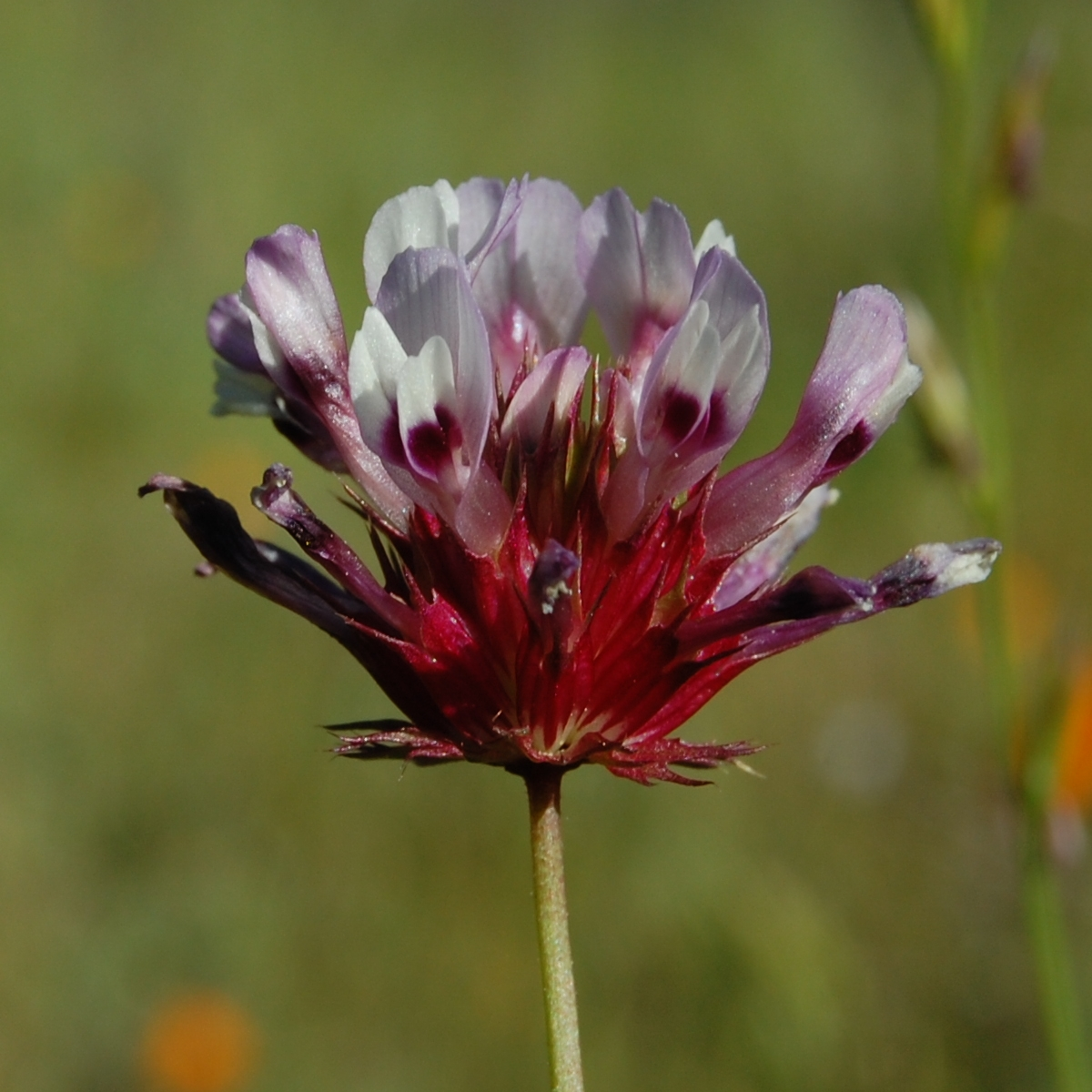
Trifolium willdenovii

- Trifolium wettsteinii Dörfl. & Hayek
- Trifolium wigginsii J.M.Gillett
- Trifolium willdenovii Spreng.
- Trifolium wormskioldii Lehm.

## X
- Trifolium xanthinum Freyn